# Xã Warren, Quận Putnam, Indiana
Xã Warren (tiếng Anh: Warren Township) là một xã thuộc quận Putnam, tiểu bang Indiana, Hoa Kỳ. Năm 2010, dân số của xã này là 3.929 người.